# Mario Bros.
Mario Bros. – komputerowa gra platformowa stworzona przez Nintendo i wydana w 1983 jako gra arcade. W grze mogą uczestniczyć 1 lub 2 osoby (w niektórych wersjach do 4). Gracz pierwszy steruje Mario, natomiast drugi Luigim. Gra ma porty na konsole przenośne i stacjonarne, została również wydana z grami Super Mario Bros. 3, Mario & Luigi: Superstar Saga oraz serią Super Mario Advance. Mario Bros. pojawił się także na NES Classic Edition.

## Platformy, na które gra została wydana
- 1983
  - Automaty arcade
Producent – Nintendo Co. Ltd.
Wydawca – Nintendo Co. Ltd. (Japonia), Nintendo of America Inc. (USA)
  - Apple II
Producent – Nintendo Co. Ltd.
Wydawca – Atarisoft
Kraj – USA
  - Atari 2600
Producent – Nintendo Co. Ltd.
Wydawca – Atari
Kraj – USA
  - Atari 5200
Producent – Nintendo Co. Ltd.
Wydawca – Atari
Kraj – USA
  - 14 marca – Game & Watch Multiscreen
Producent – Nintendo
Kraj – USA, Japonia
  - 9 września – NES
Producent – Nintendo Co. Ltd.
Wydawca – Nintendo Co. Ltd.
Kraj – Japonia
- 1984
  - Commodore 64
Producent – Nintendo Co. Ltd.
Wydawca – Atarisoft
Kraj – USA
- 1986
  - czerwiec – NES
Producent – Nintendo Co. Ltd.
Wydawca – Nintendo of America Inc.
Kraj – USA
- 1987
  - Amstrad CPC
Producent – Nintendo Co. Ltd.
Wydawca – Ocean Software Ltd.
Kraj – Wielka Brytania
  - ZX Spectrum
Producent – Nintendo Co. Ltd.
Wydawca – Ocean Software Ltd.
Kraj – Wielka Brytania
- 1988
  - Atari 7800
Producent – ITDC
Wydawca – Atari Corporation
Kraj – USA
  - Rodzina 8-bitowych Atari
Producent – Sculptured Software
Wydawca – Atari Corporation
- 2002
  - 11 listopada – Game Boy Advance – konsola przenośna
Producent – Nintendo Co. Ltd.
Wydawca – Nintendo of America Inc.
Kraj – USA
- 2004
  - 21 maja – Game Boy Advance – konsola przenośna
Producent – Nintendo Co. Ltd.
Wydawca – Nintendo Co. Ltd.
Kraj – Japonia

## Dane (NES)
- producent: Nintendo
- wydawca: Nintendo
- gatunek: zręcznościowa
- liczba graczy: 1-2
- przemoc: brak
- kontrolery: dżojstik
- zapis gry: brak

### Przeciwnicy
Wrogów pokonujemy wchodząc na nich od spodu, gdy leżą do góry nogami. Przeciwnicy, gdy po pewnym czasie ich nie wyeliminujemy, zmieniają kolor i przyspieszają. Czynność tę po dłuższym czasie wykonują po raz drugi.
- Shellcreeper (tylko wersja oryginalna) / Spiny

Porusza się z małą prędkością. Shellcreeper wyglądem przypomina żółwia, natomiast Spiny kolczatkę.
- Sidestepper

Porusza się z małą prędkością. Jest wytrzymalszy od Shellcreepera, ponieważ przewraca się dopiero po drugim uderzeniu. Ma wygląd zbliżony do kraba.
- Fighter Fly

Skacze na niewielką wysokość. Można go wywrócić tylko, gdy stoi na ziemi. Przypomina muchę.
- Slipice (tylko wersja oryginalna) / Freezie

Slipice i Freezie to ten sam przeciwnik, różnią się tylko nazwą. Porusza się z dużą prędkością. Zamraża platformę na której stoi w losowym momencie i znika. Jest bardzo słaby – by go pokonać wystarczy uderzyć go od spodu. Wygląda jak bryła lodu.